# Burnley Football Club
El Burnley Football Club es un club de fútbol con sede en la localidad inglesa de Burnley, en el condado de Lancashire, que compite en la Premier League. Fundado el 18 de mayo de 1882, fue uno de los primeros equipos en convertirse al profesionalismo —en 1883—, y presionó a la Asociación Inglesa de Fútbol para permitir esta práctica. El club ingresó a la FA Cup por primera vez en 1885-86 y fue uno de los doce miembros fundadores de la Football League en 1888-89.
El Burnley cuenta con dos campeonatos de Inglaterra, en 1920-21 y 1959-60, un título de la FA Cup, en 1913-14, y dos de la Charity Shield, en 1960 y 1973. A su vez, posee dos subcampeonatos de la Primera División, en 1919-20 y 1961-62, y dos de la FA Cup, en 1946-47 y 1961-62. El equipo también alcanzó los cuartos de final de la Copa de Europa de 1960-61. El Burnley es uno de los cinco clubes que cuenta entre sus vitrinas los títulos de las cuatro divisiones profesionales del fútbol inglés, junto con el Wolverhampton Wanderers, Preston North End, Sheffield United y Portsmouth.
El equipo disputa sus encuentros como local en Turf Moor desde febrero de 1883, luego de haberse mudado desde sus instalaciones originales en Calder Vale. Los colores del club, vino y celeste, fueron adoptados antes del comienzo de la temporada 1910-11 en homenaje al entonces campeón de liga, Aston Villa, y el equipo es apodado como Clarets (Vinotintos), uno de los colores dominantes de la primera equipación. El emblema de la institución se basa en el escudo de armas de Burnley, y el club tiene una larga rivalidad con el Blackburn Rovers, con quien disputa el derbi del este de Lancashire.

## Historia

### Primeros años y éxitos (1882-1946)

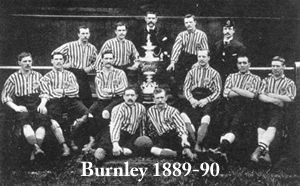
Equipo del Burnley campeón de la Lancashire Cup 1889-90.

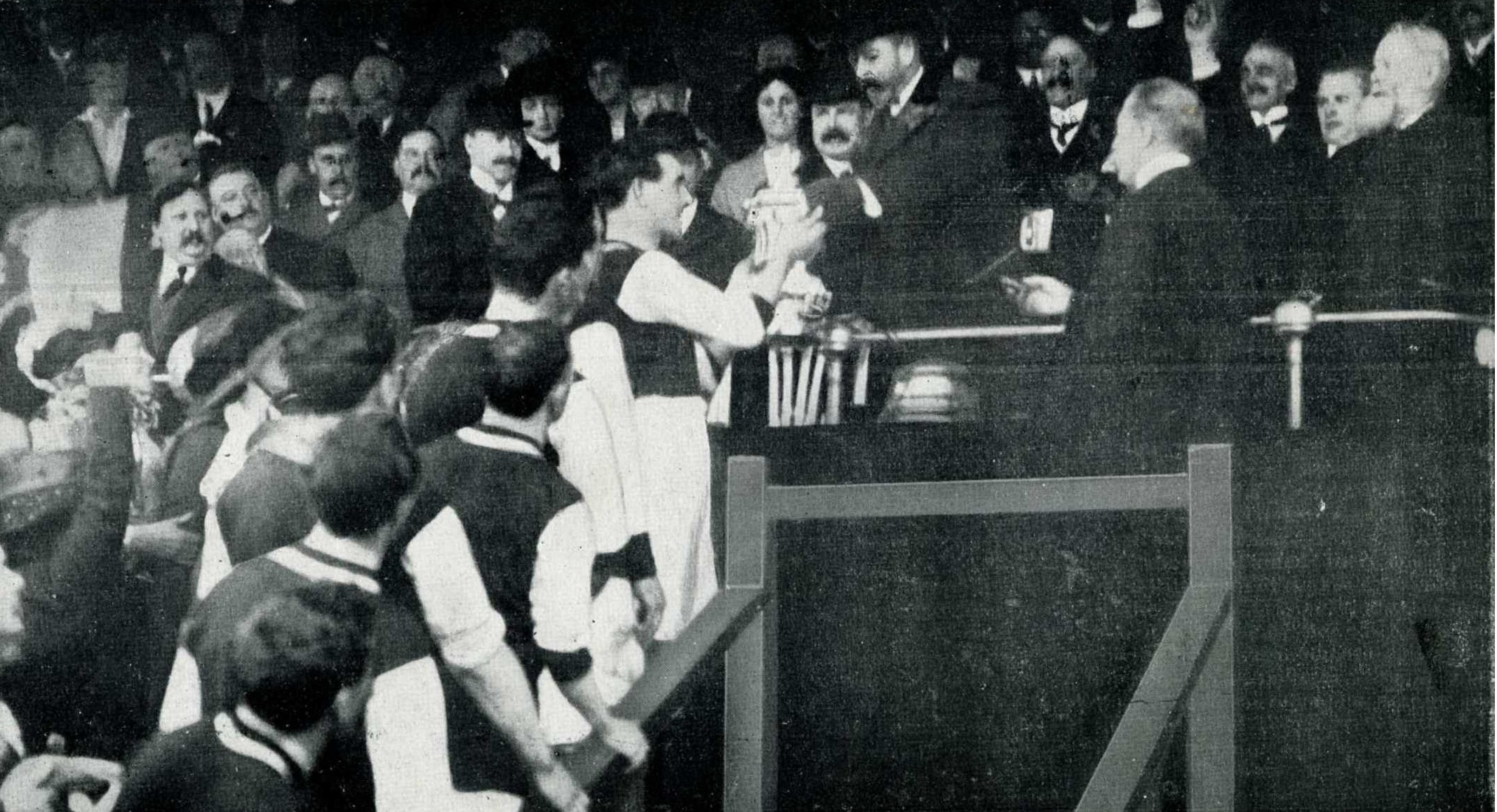
El trofeo de la FA Cup es entregado al capitán del Burnley Tommy Boyle por el rey Jorge V en 1914.

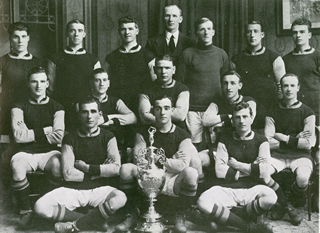
Equipo del Burnley campeón de Inglaterra 1920-21.

El club fue fundado el 18 de mayo de 1882 por miembros del Burnley Rovers Rugby Club, quienes votaron por un cambio de códigos de rugby al fútbol, ya que pensaron que se podrían generar más ingresos al jugar el segundo deporte. El sufijo Rovers se eliminó poco tiempo después. El equipo disputó su primer encuentro el 10 de agosto contra el conjunto local Burnley Wanderers y ganó por 4 a 0. En febrero de 1883, el club fue invitado por el Burnley Cricket Club a trasladarse a un terreno adyacente al campo de críquet en Turf Moor. Ese mismo año supo conquistar su primer trofeo, el Dr. Dean Trophy, un torneo entre clubes aficionados en el área de Burnley.
A fines de 1883 el club se convirtió en profesional y contrató a muchos jugadores escoceses, considerados entonces los mejores futbolistas. Como resultado, el Burnley se opuso a ingresar a la Asociación Inglesa de Fútbol (FA) y a su FA Cup, ya que este organismo se negó a permitir jugadores profesionales. En 1884 el equipo lideró un grupo de otros 35 clubes en la formación de una asociación disidente, la Asociación Británica de Fútbol, para desafiar la supremacía de la FA. Esta amenaza de secesión condujo al permiso del profesionalismo por un cambio de reglas de la FA en julio de 1885, lo que generó que la nueva asociación fuera redundante.
El Burnley hizo su primera aparición en la FA Cup en la temporada 1885-86; sin embargo, a la mayoría de sus jugadores profesionales se les prohibió jugar debido a las reglas de la FA ese año, por lo que en su lugar se presentaron los reservas, quienes se inclinaron por 0 a 11 ante el Darwen Old Wanderers. En octubre de 1886, Turf Moor se convirtió en el primer estadio profesional en ser visitado por un miembro de la familia real, cuando el príncipe Alberto Víctor asistió a un partido entre el Burnley y el Bolton Wanderers. El club fue uno de los doce fundadores de la Football League en 1888-89 y uno de los seis con sede en Lancashire. El futbolista del Burnley William Tait se convirtió en el primer jugador en marcar un triplete en la liga, en el segundo partido. En 1889-90 el conjunto ganó su primera Lancashire Cup, después de derrotar en la final a su clásico rival, el Blackburn Rovers.
El equipo descendió a Segunda División por primera vez en 1896-97, aunque se coronó campeón en dicha división la siguiente temporada; solo se inclinó en dos de 30 partidos antes de que lograra el ascenso a través de una serie de partidos de promoción. El Burnley descendió nuevamente en la temporada 1899-00 y se encontraron en el centro de la controversia cuando el portero Jack Hillman intentó sobornar a los oponentes del Nottingham Forest en el último partido de la temporada, en lo que fue el primer caso registrado de arreglo de partidos en el fútbol. El equipo continuó jugando en la Segunda División e incluso terminó en el último lugar en 1902-03, pero fue reelegido para continuar en la categoría. En 1909 fue elegido presidente Harry Windle, después de lo cual las finanzas del club mejoraron, y en 1910 fue nombrado entrenador John Haworth, quien cambió los colores del club de verde al vino y celeste del Aston Villa, el entonces campeón inglés, ya que Haworth y la dirigencia del Burnley creían que podría traer un cambio de fortuna en los resultados. En 1912-13 el equipo ganó el ascenso a la máxima categoría, además de llegar a semifinales de copa. El Burnley ganó su primer gran trofeo al año siguiente, después de derrotar al Liverpool en la final de la FA Cup.
El equipo terminó segundo detrás del West Bromwich Albion en 1919-20, antes de ganar su primer campeonato nacional en 1920-21. El Burnley perdió los primeros tres juegos, pero terminó invicto en los siguientes 30 partidos de liga, un récord en Inglaterra en ese entonces. La muerte de Haworth en 1924 fue seguida por un deterioro constante en las posiciones finales en la tabla del club, que culminaron en el descenso en 1929-30. Al club no le fue bien en su vuelta a la segunda categoría y por poco evitó un nuevo descenso en 1931-32 por dos puntos. Los años transcurridos hasta el estallido de la Segunda Guerra Mundial se caracterizaron por posiciones finales regulares en la liga.

### Era dorada (1946-1976)

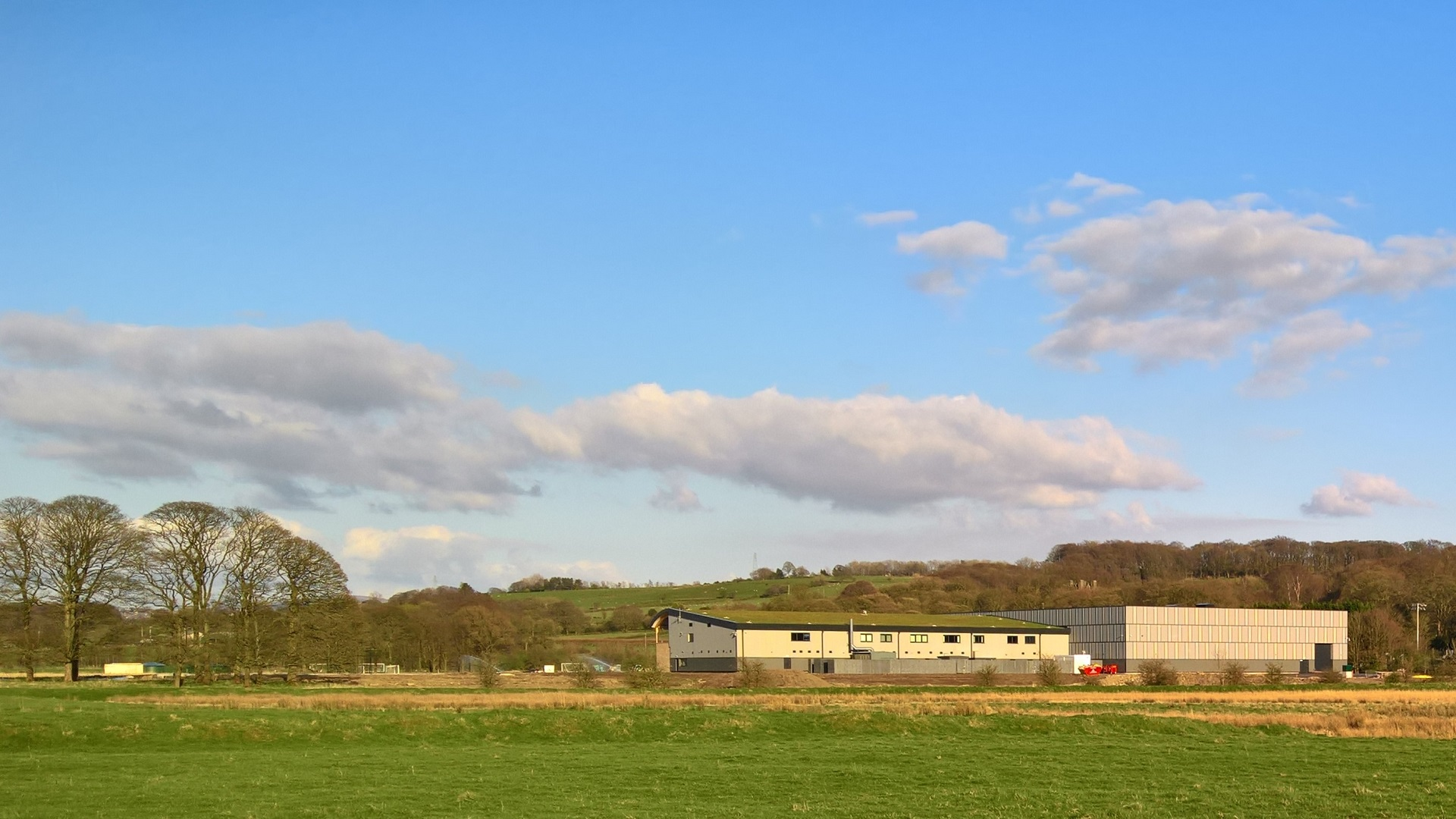
Gawthorpe fue uno de los primeros campos de entrenamiento construidos específicamente para ese fin.

En la primera temporada de liga del fútbol de posguerra, el Burnley logró el ascenso al finalizar en el segundo lugar, y llegó a la final de la FA Cup, pero fue derrotado por el Charlton Athletic en la prórroga. La defensa del equipo fue apodada «Cortina de Hierro», ya que solo encajaron 29 goles en 42 partidos de liga. En su primera temporada de vuelta en la máxima categoría, el Burnley terminó en la tercera posición.
Alan Brown fue nombrado entrenador en 1954 y Bob Lord presidente un año después. Bajo su mandato, el Burnley se convirtió en uno de los más innovadores, al ser uno de los primeros clubes en construir un centro de entrenamientos, y ser reconocido por sus canteras y su sistema de captación de talentos, que produjo muchos jugadores jóvenes a lo largo de los años. Brown también introdujo la ejecución de saques de esquina cortos y rutinas de tiros libres en los entrenamientos. En 1958, el exjugador Harry Potts fue nombrado entrenador. Su equipo giraba principalmente en torno al dúo del capitán Jimmy Adamson y el creador de juego Jimmy McIlroy. Potts a menudo empleó la formación 4-4-2, que en ese momento no era común, e introdujo el fútbol total al balompié inglés.
El Burnley consiguió un segundo título de Primera División en la temporada 1959-60, a pesar de no encabezar la tabla de posiciones hasta que se jugó el último partido. El equipo costó solo invirtió 13 000 libras en transferencias: 8000 en McIlroy en 1950 y 5000 en el lateral izquierdo Alex Elder en 1959, mientras que los demás jugadores provinieron desde las inferiores. La localidad de Burnley se convirtió en la más pequeña en poseer un campeonato nacional de máxima categoría, ya que, en ese momento, contaba con 80 000 habitantes. Después de que terminó la temporada, el equipo viajó a Estados Unidos para participar en la International Soccer League, el primer torneo internacional de fútbol en América del Norte.
En la temporada siguiente el Burnley participó en una competencia europea por primera vez, la Copa de Europa. Derrotó al exfinalista Stade de Reims en la primera ronda, pero fue eliminado por el Hamburgo en los cuartos de final. El equipo terminó la temporada 1961-62 como subcampeón luego de ubicarse tras el recién ascendido Ipswich Town, y logró llegar a la final de la FA Cup, pero se inclinó ante el Tottenham Hotspur. Adamson fue nombrado futbolista del año por la Asociación de Escritores, y McIlroy se posicionó en el segundo lugar.
No obstante, aunque lejos de ser un equipo de dos hombres, la controvertida partida de McIlroy al Stoke City (1963) y el retiro de Adamson (1964) coincidió con una disminución de las buenas presentaciones del conjunto vinotinto. Aún más dañino fue el impacto de la abolición del salario máximo en 1961, lo que significó que los clubes de localidades pequeñas, como Burnley, no pudieran competir financieramente con clubes de ciudades más grandes. Sin embargo, el equipo logró mantener un lugar en la Primera División a lo largo de la década, e incluso terminó tercero en 1965-66, logrando un cupo en la Copa de Ferias de 1966-67.
Potts fue reemplazado por Adamson como entrenador en 1970 después de un período de 12 años, pero no pudo detener el descenso del club en 1970-71. El Burnley ganó el título de Segunda División en 1972-73, y como resultado fue invitado a jugar en la Charity Shield de 1973, donde logró el título al derrotar al Manchester City. En 1975, el equipo fue víctima de una de las grandes sorpresas de la FA Cup de todos los tiempos cuando el Wimbledon, entonces en la semiprofesional Southern Football League, ganó 1 a 0 en Turf Moor. Adamson dejó el club en enero de 1976, y el descenso a la Segunda División ocurrió a mediados de año. En las temporadas siguientes, una disminución en la asistencia como local, combinado a una deuda cada vez más grande, obligó al Burnley a vender a sus mejores jugadores, lo que provocó una rápida caída a través de las distintas divisiones del fútbol inglés.

### Cerca del olvido y la recuperación (1976-2009)

Una gráfica que muestra el progreso del Burnley a través del sistema de ligas de fútbol de Inglaterra y el cual abarca desde la temporada 1888-89, hasta el presente.

El equipo descendió a la Tercera División por primera vez en 1979-80. Bajo la dirección del exjugador Brian Miller, volvió a la segunda categoría como campeón en 1981-82. Sin embargo, este retorno fue de corta duración y duró solo un año. Se continuaron realizando cambios de entrenadores en busca del éxito; Miller fue reemplazado por Frank Casper a principios de 1983, Casper por John Bond antes de la temporada 1983-84, y el propio Bond por John Benson una temporada más tarde. El impopular Bond fue el primer entrenador desde Frank Hill (1948-1954) sin una carrera previa en el club. Fue criticado por el fichaje de jugadores de gran costo, lo que aumentó la deuda del Burnley, y por la venta de los jóvenes talentos Lee Dixon, Brian Laws y Trevor Steven. Benson estaba a cargo cuando el Burnley descendió a la Cuarta División por primera vez al final de la temporada 1984-85.
El equipo evitó el descenso a la Football Conference la última jornada en 1986-87, luego de derrotar al Orient, y de que sus rivales directos empataran o perdieran. La junta directiva había intentado comprar el club galés Cardiff City, casi en bancarrota, y trasladarlo a Turf Moor si hubieran descendido, en lo que habría sido la primera operación de franquicias del fútbol inglés.
En 1988 el Burnley se enfrentó al Wolverhampton Wanderers en la final de la Associate Member's Cup, pero perdió por 0 a 2. Al partido asistieron 80 000 personas, un récord para un encuentro entre dos cuadros del cuarto nivel. El equipo logró el título de la Cuarta División en 1991-92 bajo la dirección técnica de Jimmy Mullen, quien reemplazó a Frank Casper en octubre de 1991 y que ganó sus primeros nueve partidos de liga a cargo. Además, los vinotintos se convirtieron en el segundo club en obtener el campeonato de las cuatro divisiones profesionales del fútbol inglés, después del Wolverhampton Wanderers. En 1993-94 el Burnley ganó la liguilla de promoción y ascendió al segundo nivel. El descenso llegó luego de una temporada, y en 1997-98 solo una victoria en la última jornada sobre el Plymouth Argyle aseguró un estrecho escape del descenso al cuarto nivel. Chris Waddle fue jugador-entrenador esa temporada y Glenn Roeder su asistente, pero sus salidas, y el nombramiento de Stan Ternent vieron al club comenzar a mejorar sus presentaciones. En 1999-00 el equipo terminó en segundo lugar y fue promovido al segundo nivel.
El Burnley tuvo éxito en su vuelta a la segunda categoría, ya que durante las temporadas 2000-01 y 2001-02, emergió como candidato serio para un lugar en la liguilla de ascenso. A principios de 2002, los problemas financieros causados por el colapso de ITV Digital llevaron al club cerca de una administración judicial. Ternent fue despedido en 2004, después de evitar por poco el descenso con un equipo compuesto por muchos jugadores venidos de préstamos y algunos futbolistas que no estaban del todo en forma. Steve Cotterill fue nombrado entrenador, pero fue reemplazado en noviembre de 2007 por Owen Coyle. La temporada 2008-09, la primera completa de Coyle a cargo, terminó con el ascenso a la Premier League luego de derrotar al Sheffield United en la final de la liguilla de ascenso, lo que significó el regreso a la máxima categoría después de 33 años. Además, el Burnley llegó a la semifinal de la Copa de la Liga por primera vez en más de 25 años, pero fue derrotado por el Tottenham en el partido de vuelta.

### Premier League y la vuelta a Europa (2009-2018)

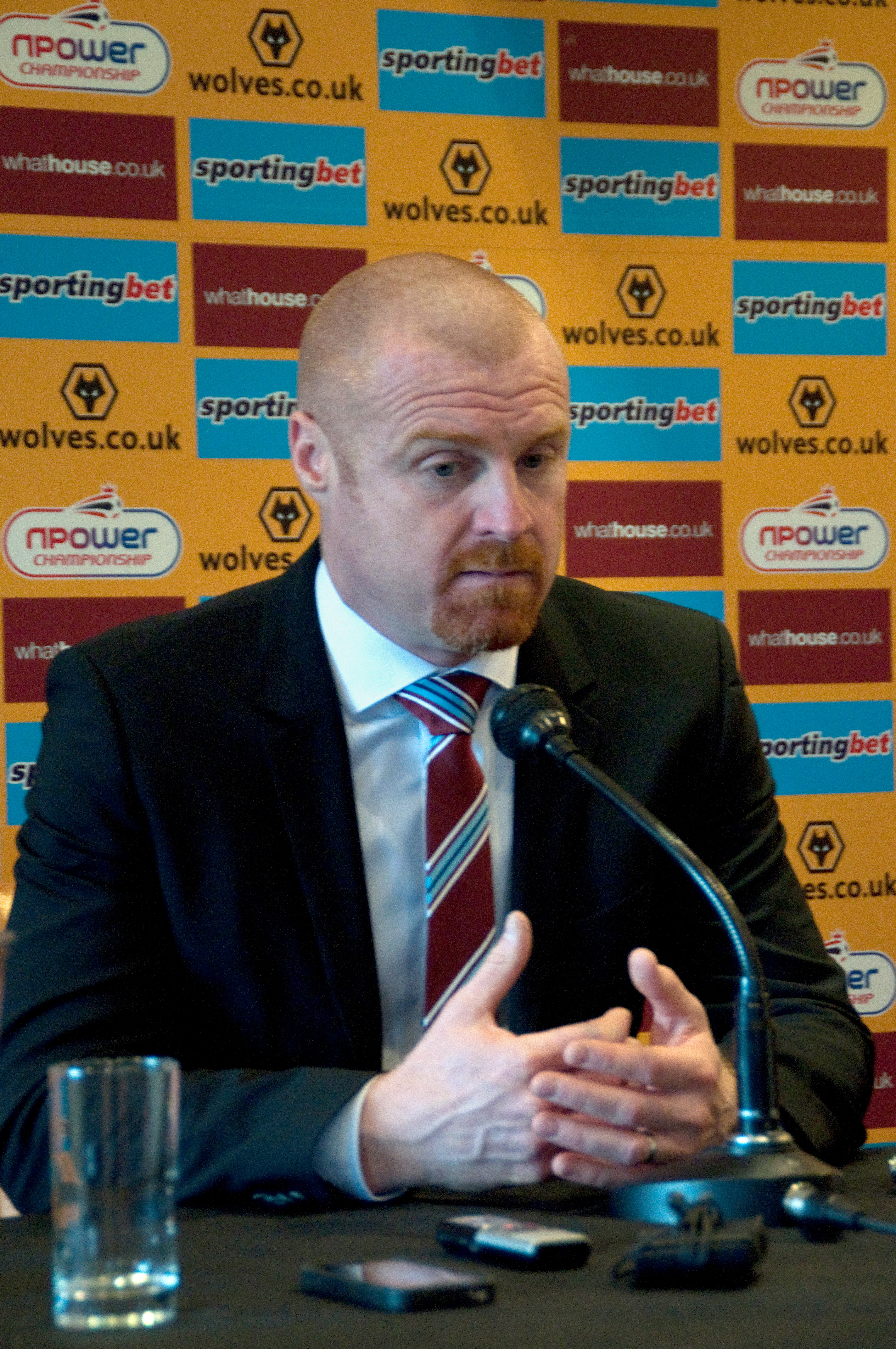
El entrenador Sean Dyche guio al Burnley a dos ascensos a la Premier League.

El ascenso convirtió a la localidad de Burnley en la más pequeña en albergar un club de la Premier League, desde el cambio de nombre de las divisiones de la liga en 1992. El equipo comenzó bien la temporada y se convirtió en el primer club recién ascendido a la Premier League en ganar sus primeros cuatro partidos como local. Sin embargo, Coyle dejó el club en enero de 2010 para dirigir al Bolton Wanderers. Fue reemplazado por Brian Laws, pero el equipo no pudo retomar los buenos resultados y perdió la categoría después de una sola temporada. Laws fue despedido en diciembre de 2010 y sucedido por Eddie Howe, quien fue reemplazado por Sean Dyche en octubre de 2012.
En su primera temporada completa a cargo, Dyche guio al Burnley de regreso a la Premier League en 2013-14 con un presupuesto ajustado y con una plantilla sin demasiados jugadores. El equipo descendió después de una temporada, pero consiguió el título de la Championship a su regreso en 2015-16, con una racha de 23 encuentros de liga invicto. El conjunto se mantuvo en la máxima categoría esta vez; la temporada 2016-17 finalizó en el puesto 16, y terminó séptimo en 2017-18, lo que significó clasificarse para la Liga Europa de la UEFA 2018-19, donde fue eliminado en la cuarta ronda previa por el club griego Olympiakos.

### Un club inferior a media tabla (2018-2022)
Tras ser eliminado de la Liga Europea 2018-19, el club tuvo una temporada 18/19 muy mala con relación a la anterior pues consiguió 40 puntos y terminó 15.º en la tabla, a solo 6 puntos del descenso. Mientras que en la FA Cup fueron eliminados por 5-0 ante el Manchester City.
En la siguiente temporada 2019/20, el club superó las expectativas de la anterior temporada antes del parón por la Pandemia de Covid-19 donde se ubicó en la posición décima, la que logró mantener por el resto de la temporada tras la reanudación pero sin contar por primera vez sin sus aficionados en varios partidos. Esa temporada en la FA Cup cayeron en Cuarta Ronda a manos del Norwich City, mientras en la Carabao Cup fueron sorpresivamente eliminados por el Sunderland en Segunda Ronda.
En diciembre de 2020, la empresa de inversión estadounidense ALK Capital adquirió una participación del 84 % en Burnley por 170 millones de libras esterlinas. Era la primera vez que el club estaba dirigido por alguien que no fuera empresarios locales y seguidores del Burnley.
Para la temporada 2020/21 el club no pudo contar en casi toda la temporada con sus aficionados debido a las restricciones por la Pandemia de Covid-19. En el rendimiento el club tuvo el peor rendimiento desde que logró el ascenso pues culminó en la posición 17 sobre los descendidos, y a 11 puntos del descenso. En FA Cup fueron eliminados por el Bournemouth, mientras en la Carabao Cup llegaron hasta los octavos de final donde el Manchester City los eliminó por 0-3. A pesar de la pésima temporada en Premier League el club mantuvo la confianza en Sean Dyche.
Sin embargo, en la previa de la jornada 33 de la temporada 2021/22, Dyche fue despedido, estando en la 18.ª posición en puestos de descenso a 4 puntos de la salvación. Después del despido de Dyche, el club tuvo una miniracha de 4 partidos sin perder (incluido un duelo clave ante Watford) pero en las últimas cuatro jornadas sólo pudo cosechar un punto ante Aston Villa. Certificó su descenso perdiendo en la última jornada ante el Newcastle en Turf Moor por 1-2. En FA Cup, cayeron derrotados 1-2 de local ante Huddersfield Town siendo remontados.

## Uniforme
En sus inicios el Burnley utilizó varios diseños y colores en sus camisetas. Durante sus primeros nueve años de existencia, el uniforme varió en distintos diseños con los colores azul y blanco, que eran los que identificaban a su precursor, el Burnley Rovers Rugby Club. Después de dos años de utilizar franjas verticales de color vino y ámbar con pantalones negros, durante gran parte de la década de 1890 el club usó una combinación a bastones negros y amarillos, aunque el equipo usó una camiseta de franjas verticales rosas y blancas durante la temporada 1894-95. Entre 1897 y 1900, el club usó una camiseta roja, y desde 1900 hasta 1910 cambió a una camiseta verde con pantalones blancos.
En 1910 el equipo cambió sus colores a vino y celeste, cuya adopción fue un homenaje a los entonces campeones de liga Aston Villa, ya que la dirigencia y el entrenador del club, John Haworth, creían que podría traer un cambio de fortuna en los resultados del equipo. Estos colores acompañan al club desde entonces, a excepción del uso de camisetas blancas y pantalones negros durante la década de 1930 y en la época de la Segunda Guerra Mundial. El club decidió volver a los colores vino y celeste en 1946, debido en parte a peticiones que pedían su regreso en las cartas de los lectores al Burnley Express.
| Anterior | (Ver evolución) | Uniforme actual |

## Escudo

El primer registro de un emblema utilizado por el Burnley fue el escudo del Reino Unido.

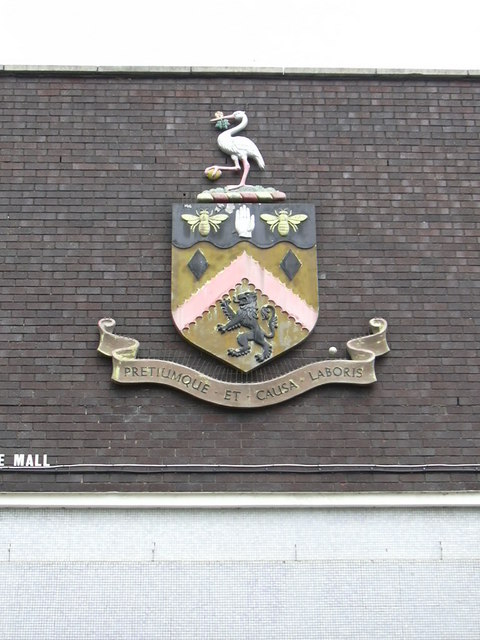
El escudo de armas de Burnley formó la base del emblema del club.

El primer uso registrado de un escudo para el club fue en diciembre de 1887, cuando llevaron el escudo de armas del monarca británico en la camiseta. El príncipe Alberto Víctor había visitado Turf Moor en octubre de 1886 cuando el Burnley enfrentó al Bolton Wanderers, en lo que fue la primera visita a un campo de fútbol profesional por parte de un miembro de la familia real. Para conmemorar este acontecimiento, el club recibió un conjunto de camisetas blancas con una franja azul adornadas con el escudo de armas real. El equipo usó regularmente el emblema real hasta 1895, cuando desapareció de las camisetas. Cuando el club llegó la final de la FA Cup de 1914, con la presencia del rey Jorge V en las tribunas, el escudo de armas apareció una vez más en los uniformes.
A partir de 1914 el equipo jugó con camisetas sin emblema, aunque el escudo de armas de Burnley se utilizó en la semifinal de la FA Cup en 1935 y en la final de la misma copa en 1947. El Burnley ganó la Primera División por segunda vez en 1960, y como resultado se les permitió usar el escudo de la localidad de Burnley en su uniforme por un período de tiempo indefinido. Este escudo se llevó en las camisetas hasta 1969, cuando se reemplazó por el monograma vertical «BFC». En 1975, las iniciales se ubicaron de forma horizontal y fueron bordadas en color oro. El club utilizó una nueva insignia en 1979, antes de volver a la versión horizontal del monograma «BFC» en 1983, esta vez con letras blancas. En 1987, el Burnley regresó al escudo utilizado desde 1979 hasta 1983.
El último cambio importante se produjo en 2009, cuando, para celebrar el 50 aniversario del título de Primera División de 1959-60, el Burnley decidió regresar al emblema utilizado entre 1960 y 1969. En la siguiente temporada, el lema en latín Pretiumque et Causa Laboris (en español, «Precio y causa de su trabajo») fue reemplazado por la inscripción Burnley Football Club.
El actual escudo del club se basa en el escudo de armas de Burnley. La cigüeña en la cima del emblema hace referencia a la familia Starkie, que era prominente en el área rural de Burnley. En su boca sostiene el nudo Lacy, la insignia de la familia de Lacy, que tenía bajo su influencia a Burnley y Blackburnshire en la época medieval. La cigüeña se encuentra sobre una colina, que simboliza los Peninos, y fábricas de algodón, que representan la importancia de la localidad en la producción de esta fibra textil. En la banda negra, la mano representa el lema de Burnley, Hold to the Truth (en español, «Aferrarse a la verdad»), derivado de la familia Towneley. Las dos abejas se refieren al «ambiente ocupado» de la ciudad y al dicho «tan ocupado como una abeja», pero también alude a la demolida gradería Bee Hole End de Turf Moor. Debajo, la línea ondulada de color vino es una referencia al río Brun, que atraviesa el asentamiento. El león representa la realeza, ya que el príncipe Alberto Víctor visitó el club en 1886.

## Estadio

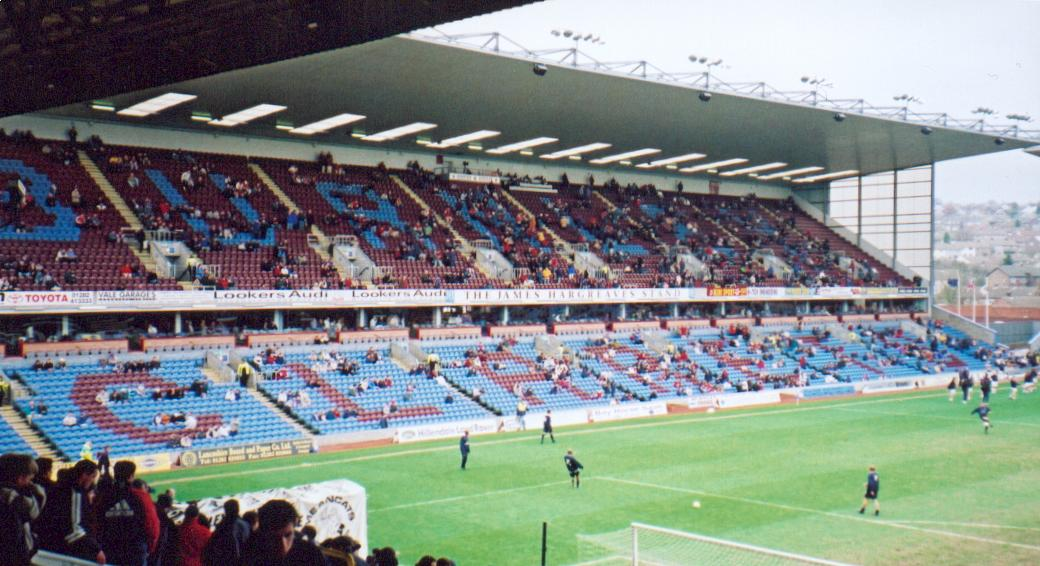
La gradería James Hargreaves en 2001.

El club disputa sus encuentros como local en Turf Moor desde febrero de 1883, cuando se trasladó desde sus instalaciones originales en Calder Vale. Turf Moor se utilizó por primera vez para practicar deportes en 1833, cuando se estableció el Burnley Cricket Club. En febrero de 1883, invitaron al Burnley Football Club a un campo adyacente a la cancha de críquet. Ambos clubes permanecen allí desde entonces, y solo su rival de Lancashire, el Preston North End en Deepdale, ha ocupado continuamente un mismo estadio durante un mayor tiempo.
El terreno originalmente consistía en solo un campo de juego y la primera tribuna no se construyó hasta 1885. En 1888 se disputó el primer partido de liga en Turf Moor, en un encuentro frente al Bolton Wanderers. El Burnley ganó por 4 a 1, y Fred Poland anotó el primer gol de liga en el estadio. En época de la Primera Guerra Mundial, la capacidad de Turf Moor aumentó de 20 000 a 50 000 espectadores bajo la presidencia de Harry Windle, financiados en parte por la victoria del club en la FA Cup en 1914. El estadio fue sede de su única semifinal de la FA Cup en 1922, entre el Huddersfield Town y Notts County, y cinco años más tarde fue sede de su único partido internacional adulto, entre Inglaterra y Gales por el British Home Championship.
Desde el final de la Segunda Guerra Mundial hasta mediados de la década de 1960, las multitudes en el estadio promediaron entre 20 000 y 35 000, con una asistencia promedio récord de 33 621 en la Primera División 1947-48. El récord de asistencia para un solo partido se estableció en 1924 contra el Huddersfield Town, en un empate de la tercera ronda de la FA Cup, cuando asistieron 54 755 espectadores.
El estadio consta de cuatro graderías denominadas James Hargreaves —antes denominada Longslide—, Jimmy McIlroy —antes denominada Bee Hole End—, Bob Lord y Cricket Field, esta última para aficionados locales y visitantes; y su capacidad es de 21 944 espectadores sentados. Turf Moor tuvo una ligera pendiente en el campo de juego hasta 1974, cuando se levantó la cancha y se instaló un nuevo sistema de drenaje para eliminarlo. A mediados de la década de 1990, el estadio se renovó aún más cuando dos de sus graderías fueron reemplazadas por nuevas tribunas con asientos individuales como resultado del informe Taylor, lo que redujo su capacidad.

## Organigrama deportivo

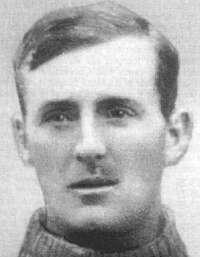
Jerry Dawson, jugador con más partidos disputados con 569.

Dentro de los jugadores más destacados de la historia del Burnley se encuentran Jimmy McIlroy, elegido dentro de las 100 leyendas de la liga inglesa, y Jimmy Adamson, quien ganó el premio al futbolista del año por la Asociación de Escritores en 1962, único jugador en conseguir esa distinción mientras actuaba en el club. Cuatro años después, Willie Irvine se convirtió en el máximo goleador de Primera División, también una hazaña única en la historia del club. Leighton James y Nick Pope son los únicos jugadores de Burnley que han sido incluidos en el equipo del año de la Asociación de Futbolistas mientras estaban con el equipo en la máxima categoría: James fue miembro del equipo 1974-75 y Pope fue parte del equipo 2019-20.
El futbolista con más apariciones, si se suman todas las competiciones, es el portero Jerry Dawson, quien se mantuvo durante toda su carrera en el club y disputó 569 encuentros con el primer equipo entre 1907 y 1928. El máximo goleador es George Beel, quien anotó en 188 oportunidades de 1923 a 1932, y que también ostenta el récord de la mayor cantidad de goles en una temporada de liga, con 35 tantos en la Primera División 1927-28. Jimmy Robson y Willie Irvine marcaron la mayor cantidad de goles en partidos oficiales en una única temporada con 37; en 1960-61, Robson anotó 25 goles en Primera División, cinco en la FA Cup, cuatro en la Copa de la Liga y tres en la Copa de Europa, mientras que Irvine convirtió 29 goles en Primera División, cinco en la FA Cup y tres en la Copa de la Liga en 1965-66.
Jimmy McIlroy es el jugador con más apariciones internacionales mientras estaba en el club, ya que disputó 51 encuentros con la selección de Irlanda del Norte entre 1951 y 1962. El primer jugador del Burnley en actuar en un partido internacional fue John Yates, quien jugó por Inglaterra contra Irlanda en marzo de 1889. Marcó un triplete, pero, a pesar de esto, no fue llamado nuevamente. Burnley ha contribuido con 29 jugadores a la selección de Inglaterra, y Bob Kelly es el futbolista que más veces fue internacional, con 11 apariciones mientras actuaba en el club, además de ser el más goleador con 6 goles.
El monto más alto recibido por el club por un traspaso corresponde a los 25 millones de libras que pagó el Everton por el defensor Michael Keane en 2017. mientras que la suma más alta pagada por el equipo fue tanto para el delantero Chris Wood del Leeds United en 2017 como para el defensa Ben Gibson de Middlesbrough en 2018. El Burnley pagó una tarifa de 15 millones de libras por cada uno. En 1925 Bob Kelly rompió el récord mundial de fichajes, cuando fue transferido desde el Burnley al Sunderland por 6500 libras.

## Entrenadores
El Burnley ha tenido un total de 29 entrenadores a lo largo de su historia, sin incluir a los cinco interinos, todos ellos nacidos en el Reino Unido. El primer entrenador del club fue Harry Bradshaw en 1894, puesto que hasta entonces era ocupado por el secretario el cual tenía los mismos poderes y el papel de un entrenador actual.
El entrenador que más tiempo dirigió al Burnley es Harry Potts, quien acumuló un total de 728 partidos dirigidos, desde febrero de 1958 a febrero de 1970 y de febrero de 1977 hasta octubre de 1979. Potts también es el entrenador más laureado, con un título de Primera División (1959-60) y una Charity Shield (1960), en conjunto con John Haworth, quien también conquistó dos títulos, una FA Cup (1913-14) y un título de Primera División (1920-21).

## Palmarés
Burnley es uno de los cinco equipos —el segundo en conseguirlo— que ganó las cuatro divisiones profesionales del fútbol inglés, junto con el Wolverhampton Wanderers, Preston North End, Sheffield United y Portsmouth.

### Torneos nacionales (5)
| Competiciones nacionales | Títulos                             | Subcampeonatos                      |
| ------------------------ | ----------------------------------- | ----------------------------------- |
| Primera División (2/2)   | 1920-21, 1959-60.                   | 1919-20, 1961-62.                   |
| FA Cup (1/2)             | 1913-14.                            | 1946-47, 1961-62.                   |
| Community Shield (2/1)   | 1960 (compartido), 1973.            | 1921.                               |
|                          |                                     |                                     |
| Segunda División (4/4)   | 1897-98, 1972-73, 2015-16, 2022-23. | 1912-13, 1946-47, 2013-14, 2024-25. |
| Tercera División (1/1)   | 1981-82.                            | 1999-00.                            |
| Cuarta División (1/0)    | 1991-92.                            |                                     |

## Afición

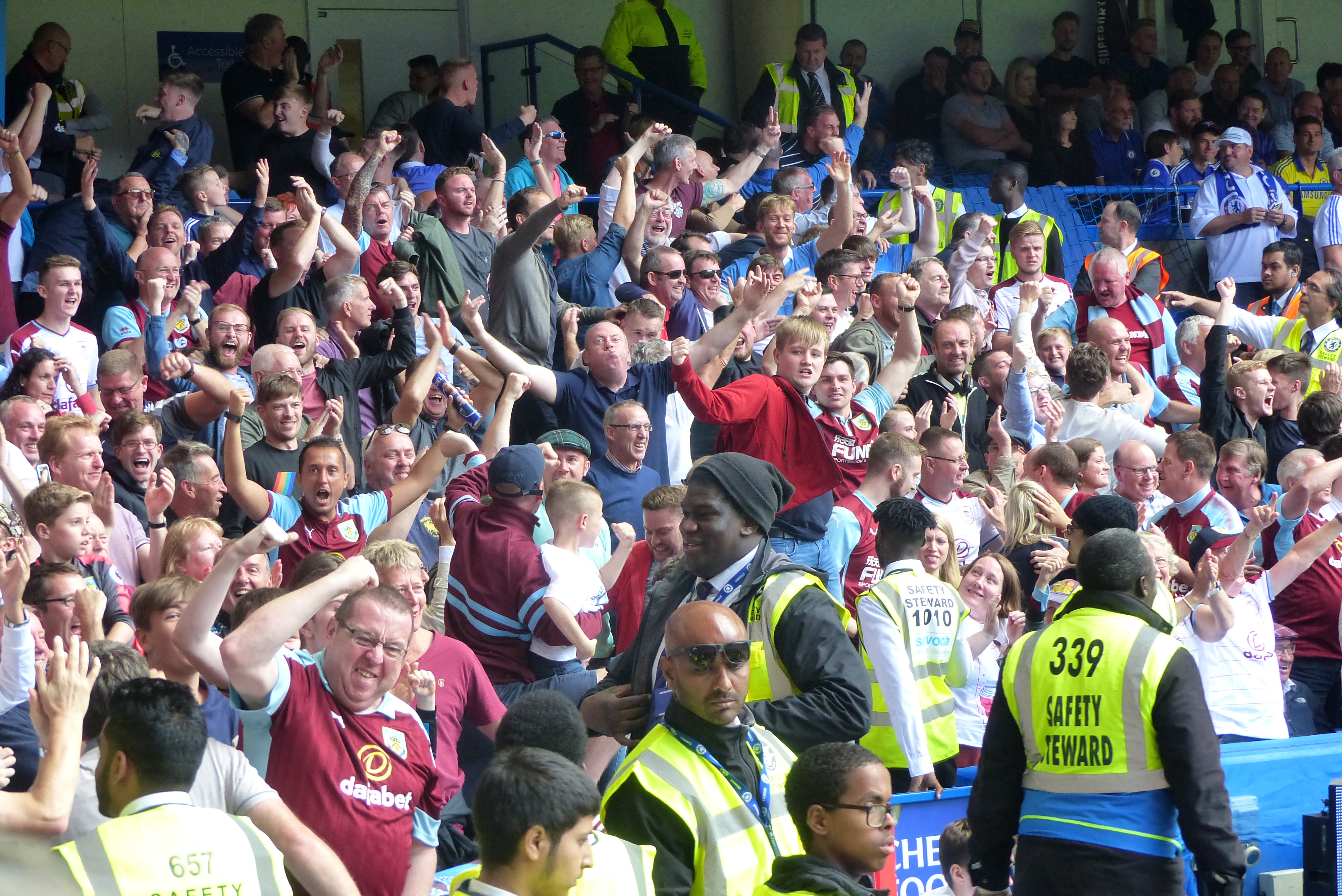
Aficionados del Burnley en un encuentro de la Premier League frente al Chelsea, en Stamford Bridge.

Los aficionados del Burnley provienen tradicionalmente del este de Lancashire y del oeste de Yorkshire. Además, el club es uno de los equipos con mejor asistencia en el fútbol inglés per cápita, con un promedio de 20 000 espectadores en la Premier League en una localidad de aproximadamente 73 000 habitantes. Cuando el equipo conquistó la Primera División de 1959-60, la proporción de aficionados era casi tres veces el promedio de la liga, ya que Turf Moor tenía una asistencia promedio de 26 869 personas y la ciudad contaba con unos 80 000 residentes; una proporción de aproximadamente el 34%. Además de una fiel base de seguidores locales, también cuenta con numerosos clubes de seguidores en todo el Reino Unido y en el extranjero, como por ejemplo en Australia, Estados Unidos, Finlandia, Mauricio, Polonia y Tailandia, entre otros países. Muchos seguidores del club tienen una amistad con el equipo neerlandés Helmond Sport desde 1995. Ambos conjuntos tienen un pequeño grupo de aficionados que regularmente hacen un viaje al extranjero para presenciar los partidos del otro. Un canto frecuente desde principios de la década de 1970 es No Nay Never, una adaptación de la canción tradicional The Wild Rover, pero con su letra cambiada para ofender al clásico rival Blackburn Rovers.
A comienzos de los años 1980 el grupo de hooligans conocidos como Suicide Squad (en español, «Escuadrón suicida») surgió desde la base de fanáticos del equipo. En el año 2002 la policía local y el club establecieron una operación para combatir el vandalismo en los alrededores del estadio, con más prohibiciones, arrestos y condenas más rápidas. El grupo también apareció en el documental para televisión de 2006 The Real Football Factories presentado por Danny Dyer. Doce miembros del grupo fueron condenados a prisión por un total de 32 años en 2011, luego de un incidente de alto nivel con partidarios del Blackburn Rovers en 2009. Después del veredicto, el grupo de hooligans se disolvió.
Una bebida alcohólica popular que se sirve en los partidos como local desde la Primera Guerra Mundial es el Béné & Hot, que consiste en el licor francés Bénédictine con agua caliente. Esta tradición proviene de los soldados del regimiento del este de Lancashire, quienes adquirieron el gusto por la bebida mientras estaban estacionados en Francia. Los soldados lo bebieron con agua caliente para mantenerse cálidos en las trincheras, y los sobrevivientes luego regresaron al área de Lancashire con el licor. Se venden más de 30 botellas en cada encuentro como local, lo que hace que el club sea uno de los vendedores de este licor más grandes del mundo, y que Turf Moor sea el único estadio del fútbol británico que lo vende.

## Rivalidades
El principal rival del Burnley es el Blackburn Rovers, con el cual disputa el derbi del este de Lancashire, llamado así por la región de la que proceden ambos clubes. Los encuentros entre ambos conjuntos de antiguas localidades algodoneras también se conocen con el nombre del derbi de los molinos de algodón, aunque esta denominación no es tan común. Ambos clubes son miembros fundadores de la Football League y tienen títulos de la Primera División y de la FA Cup. Los dos equipos están separados por solo 22 kilómetros y, además de la proximidad geográfica, también tienen una larga historia de encuentros entre ellos; el primer choque competitivo fue un partido de liga en 1888. Sin embargo, cuatro años antes, ya se habían encontrado por primera vez en un amistoso. El Burnley tiene mejor estadística en el mano a mano, ya que los vinotintos ganaron 49 veces contra las 45 victorias del Blackburn, incluyendo los encuentros previos a la formación de la liga. El rival geográfico más cercano al Burnley es en realidad el Accrington Stanley, pero como nunca compitieron en la misma categoría no existe una rivalidad significativa entre ambos.
Existen otras rivalidades con los clubes cercanos Blackpool, Bolton Wanderers y Preston North End, con quienes se han enfrentado de forma regular en las distintas competiciones de liga y copa. El encuentro entre el Burnley y el Preston es, a partir de 2019-20, el partido más frecuente en la historia de ambos clubes. Cuando se encuentran en la misma categoría, el Burnley mantiene una rivalidad, debido al clásico enfrentamiento entre los condados de Lancashire y Yorkshire, con los conjuntos del Bradford City y Leeds United. Los vinotintos también disputaron partidos acalorados con Halifax Town, Plymouth Argyle, Rochdale y Stockport County en la década de 1990, cuando se encontraron en las ligas inferiores, aunque los sentimientos de animadversión eran principalmente unilaterales.